# Your Love (9PM)
Pour les articles homonymes, voir Your Love.
Singles par ATB
A New Life
(2019)
Singles par Topic
Lost
(2020)
Singles par A7S
Why Do You Lie to Me
(2020)
Clip vidéo
[vidéo] « Your Love (9PM) », sur YouTube
Your Love (9PM) est une chanson des disc-jockeys allemands ATB et Topic et du chanteur suédois A7S. Elle est écrite par Alexander Tidebrink et composée par André Tanneberger et Tobias Topic. Elle est sortie le 15 janvier 2021 en single sous les labels Ride et Virgin Records.

## Composition
Your Love (9PM) est basée sur un échantillon de la chanson trance 9 PM (Till I Come) du disc jockey et musicien allemand ATB, sortie originellement en 1998.

## Clip vidéo
Un clip accompagnant la chanson est sorti le 25 janvier 2021.

## Liste de titres
| 1. | Your Love (9PM) | 2:30 |

## Crédits
Crédits adaptés depuis Tidal.
- André Tanneberger – composition, mastering, production
- Topic – composition, mastering, production
- Alexander Tidebrink – voix, paroles, composition, mastering
- Rudi Dittman – production

## Classements hebdomadaires
| Classement (2021)                       | Meilleure position |
| --------------------------------------- | ------------------ |
| Allemagne (GfK Entertainment)           | 17                 |
| Allemagne (GfK Dance Top 20)            | 6                  |
| Autriche (Ö3 Austria Top 40)            | 55                 |
| Belgique (Flandre Ultratop 50 Singles)  | 35                 |
| Belgique (Flandre Ultratop 50 Dance)    | 10                 |
| Belgique (Flandre Ultratop 50 Airplay)  | 31                 |
| Belgique (Wallonie Ultratop 50 Dance)   | 19                 |
| Bulgarie (Prophon)                      | 4                  |
| CEI (Tophit)                            | 54                 |
| Croatie (HRT)                           | 18                 |
| États-Unis (Hot Dance/Electronic Songs) | 24                 |
| États-Unis (Dance/Mix Show Airplay)     | 35                 |
| Europe (Euro Digital Songs)             | 13                 |
| France (SNEP)                           | 48                 |
| Global Excl. U.S. (Billboard)           | 132                |
| Irlande (Irish Singles Chart)           | 44                 |
| Italie (Dance & Electronic)             | 19                 |
| Lituanie (AGATA)                        | 46                 |
| Nicaragua (Monitor Latino Anglo)        | 6                  |
| Pays-Bas (Nederlandse Top 40)           | 30                 |
| Pays-Bas (Single Top 100)               | 55                 |
| Pologne (ZPAV)                          | 33                 |
| Royaume-Uni (UK Singles Chart)          | 42                 |
| Royaume-Uni (UK Dance Chart)            | 14                 |
| Russie (Tophit Radio Top 100)           | 96                 |
| Salvador (Monitor Latino Anglo)         | 16                 |
| Suisse (Schweizer Hitparade)            | 57                 |

## Historique de sortie
| Pays   | Date            | Format                       | Label                       | Réf.  |
| ------ | --------------- | ---------------------------- | --------------------------- | ----- |
| Divers | 15 janvier 2021 | - Téléchargement - streaming | - Ride - Virgin (Universal) | [ 3 ] |